# Joseph Pallikaparampil
Joseph Pallikaparampil (* 10. April 1927 in Mutholapuram) ist ein indischer Priester. Er ist Altbischof von Palai.

## Leben
Joseph Pallikaparampil empfing am 23. November 1958 die Priesterweihe für das Bistum Palai. Papst Paul VI. ernannte ihn am 16. Juni 1973 zum Weihbischof in Palai und Titularbischof von Abydus. 
Der Erzbischof von Ernakulam Joseph Kardinal Parecattil spendete ihm am 15. August desselben Jahres die Bischofsweihe; Mitkonsekratoren waren Sebastian Vayalil, Bischof von Palai, und Sebastian Valloppilly, Bischof von Tellicherry. 
Am 6. Februar 1981 wurde er zum Bischof von Palai ernannt. Am 18. März 2004 nahm Papst Johannes Paul II. seinen altersbedingten Rücktritt an.
Er ist der älteste lebende Bischof einer katholischen Ostkirche.